# Vrhovački Sopot
Vrhovački Sopot – wieś w Chorwacji, w żupanii karlowackiej, w mieście Ozalj. W 2011 roku liczyła 89 mieszkańców.